# El hombre del piso de arriba (cuento de Ray Bradbury)
El hombre del piso de arriba (título original en inglés The Man Upstairs) es un relato corto del escritor estadounidense Ray Bradbury publicado originalmente en la revista Harper's Magazine en marzo de 1947.
Forma parte de la compilación de cuentos publicados en Dark Carnival (1947), el primer libro de Ray Bradbury.
Posteriormente apareció en las antologías The October Country (1955), The Small Assassin (1962) y The Stories of Ray Bradbury (1980).

## Argumento
Douglas, un niño de once años que está pasando las vacaciones escolares en la casa de sus abuelos, sospecha del nuevo huésped recientemente llegado, pues tiene, según él, un comportamiento y unos hábitos muy extraños.

## Adaptación televisiva
El propio autor adaptó el cuento para la serie de televisión canadiense The Ray Bradbury Theater. El episodio The Man Upstairs se emitió el 5 de marzo de 1988. Fue dirigido por Alain Bonnot e interpretado por Adam Negley, Féodor Atkine y Micheline Presle.